# (2022) West
(2022) West es un asteroide que forma parte del cinturón de asteroides y fue descubierto por Karl Wilhelm Reinmuth el 7 de febrero de 1938 desde el Observatorio de Heidelberg-Königstuhl, Alemania.

## Designación y nombre
West fue designado inicialmente como 1938 CK.
Posteriormente se nombró en honor del astrónomo danés Richard Martin West.

## Características orbitales
West está situado a una distancia media del Sol de 2,705 ua, pudiendo alejarse hasta 3,028 ua y acercarse hasta 2,383 ua. Su excentricidad es 0,1193 y la inclinación orbital 5,66 grados. Emplea en completar una órbita alrededor del Sol 1625 días.

## Características físicas
La magnitud absoluta de West es 11,6. Está asignado al tipo espectral S de la clasificación SMASSII.